# Guarita
Guarita is een gemeente (gemeentecode 1307) in het departement Lempira in Honduras. De gemeente grenst aan El Salvador.

## Ligging
Het dorp ligt dicht tegen San Juan Guarita aan. Het is te bereiken vanuit Santa Rosa de Copán via San Marcos en Cololaca. Er is een weg vanuit Gracias, maar die is moeilijker begaanbaar. Er gaat een dagelijkse bus naar San Marcos de Ocotepeque.
Guarita ligt halverwege de helling van de berg Divina Pastora. De bergen in de omgeving zijn scherp afgesneden, en begroeid met pijnbomen en eiken. De weg naar het dorp leidt langs enkele gevaarlijke afgronden. Door ontbossing wordt het klimaat steeds warmer.
Door de gemeente lopen de rivieren Sumpúl en Gualcinga.

## Beschrijving
In de gemeente wordt vooral koffie verbouwd. Ook teelt men maïs en bonen. Er vindt handel plaats met San Marcos.
Er is elektriceit en telefoon. Verder kan men er mobiele telefoon ontvangen. Op twee plaatsen heeft men toegang tot internet, waaronder in het burgemeesterskantoor. Op radio en televisie kijkt men veel naar programma's uit El Salvador.

## Bevolking
De bevolking is als volgt verdeeld:
| Vrouwen | 4312 | 50,3% |
| Mannen  | 4265 | 49,7% |

## Dorpen
De gemeente bestaat uit tien dorpen (aldea), waarvan het grootste qua inwoneraantal: Terlaca (code 130710).

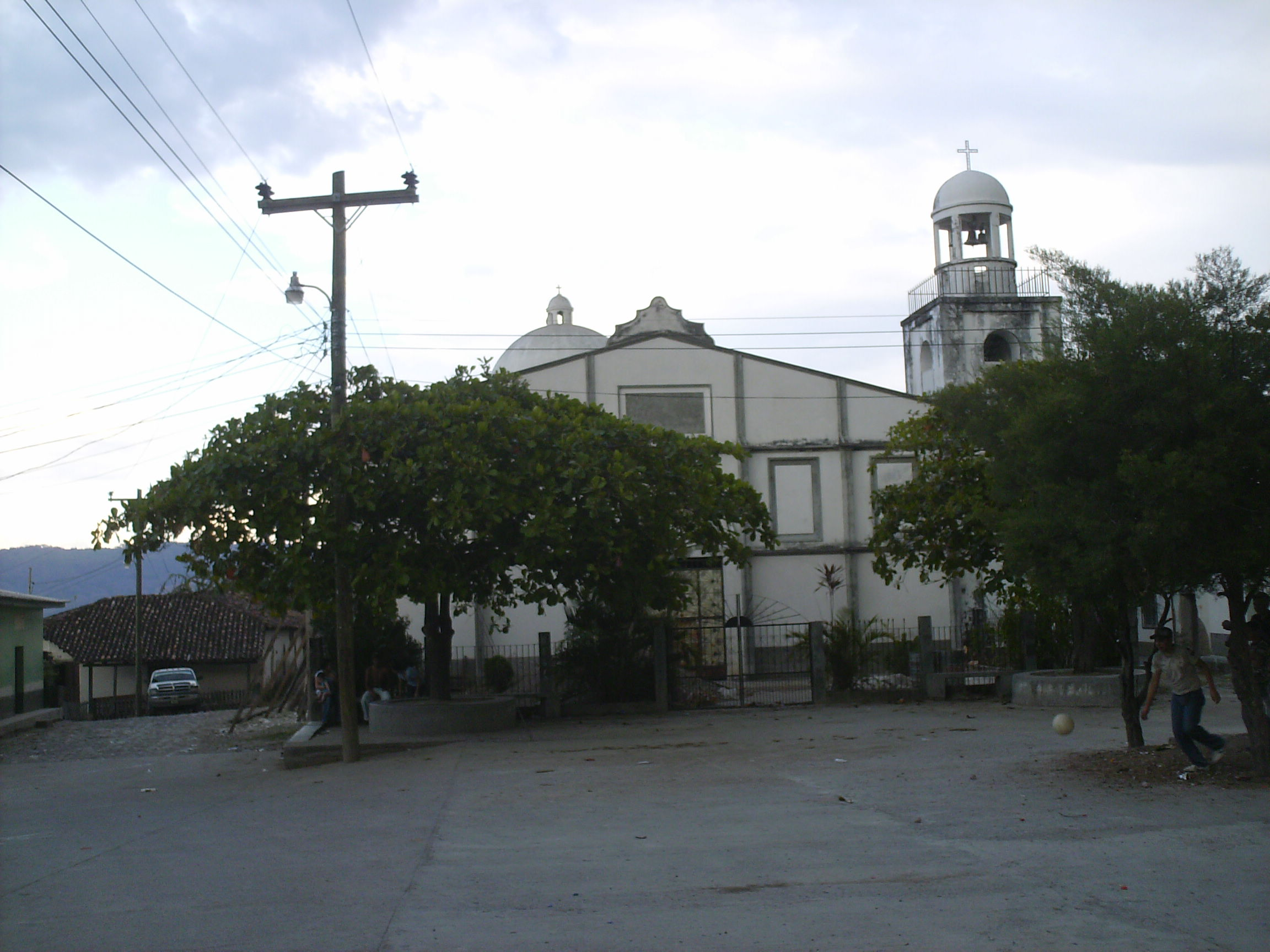
Koloniale kerk van Guarita
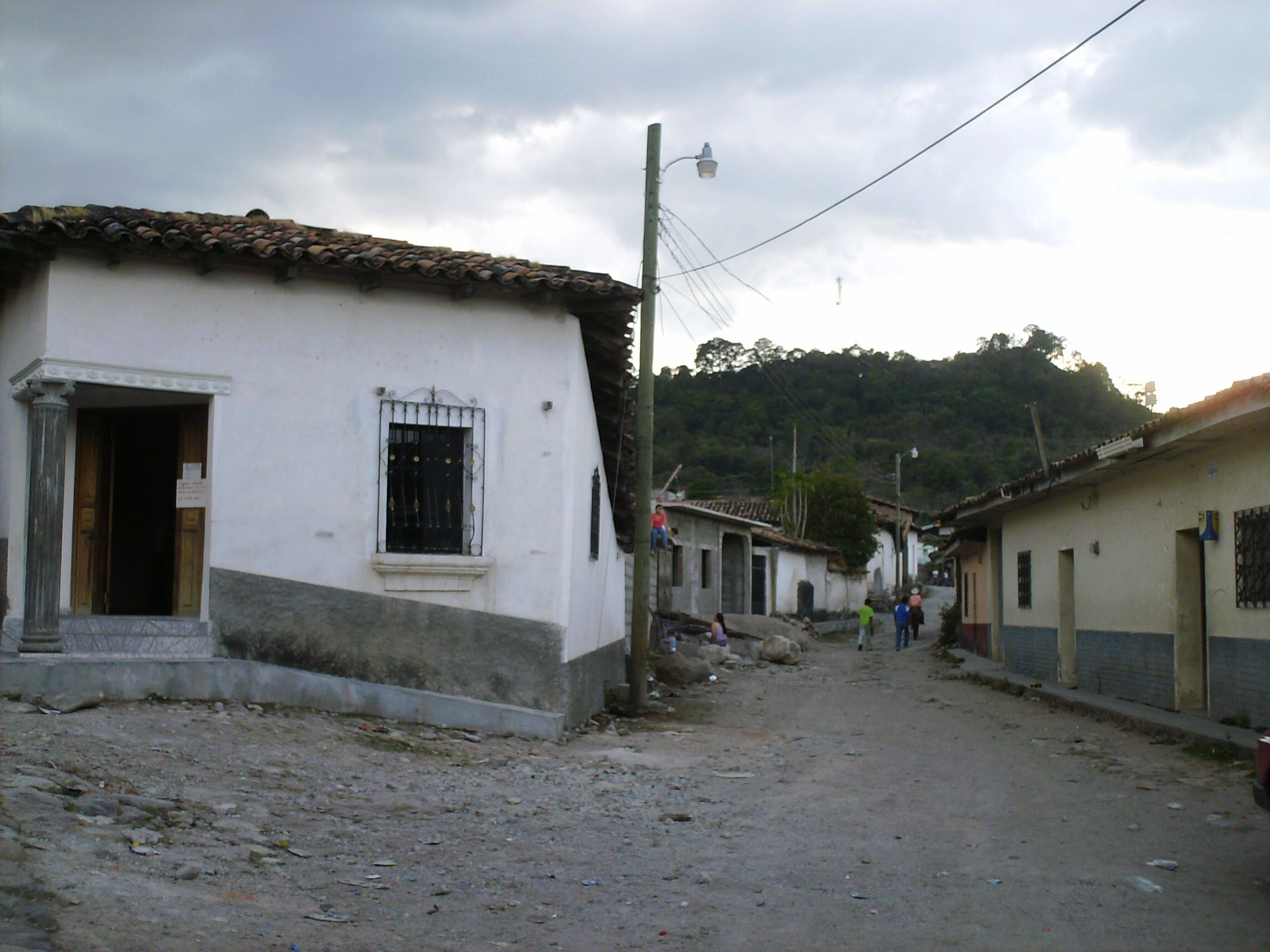
Straat in Guarita